# Il mistero dell'innamoramento
Il mistero dell'innamoramento è un saggio di Francesco Alberoni, pubblicato nel 2003 dalla Rizzoli.

## Edizioni
- Francesco Alberoni, Il mistero dell'innamoramento, Rizzoli, 2003,  pp.176, cap.xx.
- Francesco Alberoni, Il mistero dell'innamoramento,  BUR, Milano 2004
- Francesco Alberoni; Il mistero dell'innamoramento, legge: Daniela Curtolo, Centro Internazionale del Libro parlato, Feltre: dopo il 2005